# Klassenwahlrecht

Aufruf zur Wählerversammlung der 5. Wählerklasse (Österreichische Reichsratswahl 1897)

Beim Klassen- oder Kurienwahlrecht sind die Wahlberechtigten in Gruppen (Klassen, Kurien) eingeteilt. Die Zugehörigkeit kann sich nach Stand (z. B. Adel, Geistlichkeit, Bauerntum), Wohnort, Bildung, dem Aufkommen an Rechten und Pflichten gegenüber dem Staat (Steueraufkommen, Wehrpflicht, Pflicht zur Bereitstellung bestimmter Mittel) oder anderem richten.

## Namensgebung
Die Benennung der Wählergruppen leitet sich von Bezeichnungen von Wählergruppen der Römischen Republik her: die curiae (etwa „Männerversammlungen“) waren in Rom Unterabteilungen der Tribus, also Abstammungs- bzw. Wohnortgruppen, die bei bestimmten Abstimmungen getrennt abstimmten; die classes („Aufgebote“) waren dagegen Untereinheiten des römischen Heeres mit Sammelstimmrecht in den jeweiligen Zenturien der Zenturiatskomitien, die nach dem Steueraufkommen (bzw. der Pflicht, nach dem jeweiligen Vermögen im Kriegsfalle bestimmte Waffen und Ausrüstung zu stellen) eingeteilt waren.

## Charakteristik
Beim Wahlvorgang wird nach diesen Klassen abgestimmt. Falls die Anzahl der von den verschiedenen Klassen jeweils zu wählenden Stimmsitze nicht der Stärke der jeweiligen Klasse entspricht, erhalten die einzelnen Wählerstimmen unterschiedlich viel Gewicht. Ein Beispiel: Es gibt drei Vermögensklassen, die jeweils einen Abgeordneten wählen. In der obersten Vermögensklasse wählt lediglich ein reicher Wähler, in der mittleren Klasse wählen fünf Wähler und in der untersten Klasse 50. Somit zählt die Stimme des Reichen genauso viel wie die fünf Stimmen der mittleren Wähler oder die 50 der armen. Eine Spielart des Klassenwahlrechts ist das Zensuswahlrecht: während das Klassenwahlrecht die Gleichheit der Wahl beeinträchtigt, hebt das Zensuswahlrecht die Allgemeinheit der Wahl auf, indem bestimmte Vermögensklassen gänzlich ausgeschlossen sind.

## Beispiele
Neben den Klassenwahlrechten der Antike, vor allem der Römischen Republik, ist auf Staatsebene aus der Neuzeit besonders das preußische Dreiklassenwahlrecht (auf Landesebene bis 1918) und das Kurienwahlrecht in Cisleithanien (Reichsrat bis 1907, Landtage und Gemeinderäte bis 1918) bekannt.
Zum Achtklassenwahlrecht in Bremen siehe: Geschichte der Stadt Bremen.
Eine Art des Klassenwahlrechts gilt auch in vielen Betriebs- und Mitarbeiterversammlungen, Universitäts- und Schulparlamenten, wo den verschiedenen Teilgruppen eine feste Anzahl an Sitzen zugebilligt wird. In diesem Sinne unterliegt auch die Wahl zum Europäischen Parlament einem Klassenwahlrecht, das an den Wohnort bzw. Herkunftsstaat gekoppelt ist.
In der Staatsphilosophie spielen Überlegungen zum Klassenwahlrecht nach dem Vorbild der antiken Staaten oft eine Rolle: Der englische Philosoph und Politiker John Stuart Mill forderte beispielsweise ein Klassenwahlrecht basierend auf Intelligenz, mit der Begründung, dass nur Menschen mit einem Mindestmaß an Intelligenz in der Lage seien, die Komplexität der Politik zu durchschauen.